# Michael Ealy
Michael Ealy, właśc. Michael Brown (ur. 3 sierpnia 1973 w Silver Spring) – amerykański aktor filmowy.

## Życiorys
Urodził się w Silver Spring w Maryland. W 1991 ukończył Springbrook High School. W 1996 otrzymał tytuł bakalaureata na wydziale języka angielskiego na Uniwersytecie Marylandu w College Park.
Pod koniec lat 90. występował w teatrach na Broadwayu. Grał też w kilku sztukach off-broadwayowskich, takich jak Joe Fearless w Atlantic Theatre Company i Whoa-Jack w Tribeca Playhouse, a także w Tupu Kweli Theatre Company w spektaklach: Mentalk i Reality, nominowany w 2001 do nagrody AUDELCO.
W 2002 był na liście jednym z najseksowniejszych żyjących mężczyzn według magazynu „People”.
Kiedy przeniósł się do Los Angeles, zaczął pojawiać się w programach telewizyjnych, reklamach i teledyskach: Mariah Carey – „Get Your Number” (2005), Beyonce – „Halo” (2009) i Johna Legend/Ludacrisa – „Tonight” (2012).
W 2006 był nominowany do Złotego Globu za najlepszą rolę pierwszoplanową jako Darwyn al-Sayeed w serialu Uśpiona komórka (Sleeper Cell: American Terror, 2005–06).

## Filmografia
- 2002: Bad Company: Czeski łącznik jako G-Mo
- 2002: Barbershop jako Ricky Nash
- 2003: Justice jako Woody
- 2003: Za szybcy, za wściekli jako Slap Jack
- 2003: S.W.A.T. Jednostka Specjalna
- 2004: Nigdy nie umieraj sam
- 2004: Barbershop 2: Z powrotem w interesie jako Ricky Nash
- 2004: Listopad jako Jesse
- 2005: Jellysmoke jako Jacob
- 2005: Their Eyes Were Watching God jako Tea Cake
- 2007: Suspect jako detektyw Marcus Tillman
- 2008: Cud w wiosce Sant Anna jako sierżant Bishop Cummings
- 2008: Siedem dusz jako Brat Bena
- 2010: Chętni na kasę jako Jake Attica
- 2012: Myśl jak facet jako Dominic
- 2014: Myśl jak facet 2 jako Dominic
- 2019: Natręt (The Intruder) jako Scott Howard